# 姜廷頤
姜廷頤（1507年—？），字以正，號蒙泉，湖廣岳州府巴陵縣人，軍籍，明朝政治人物。

## 生平
嘉靖十六年（1537年）丁酉科湖廣鄉試第五十九名舉人。嘉靖二十三年（1544年）中式甲辰科會試第一百五十七名，登第三甲第九十九名進士。授江西餘干縣知县，二十七年十一月选授河南道試御史，二十八年六月實授，二十九年巡按直隶，三十二年出为浙江按察司佥事，升副使、右参政，四十四年二月升河南按察使。累升贵州左布政使，隆慶元年（1567年）七月升南京光禄寺卿，八月升都察院右副都御史、巡抚山东，四年二月升南京兵部右侍郎，五年六月以肺疾失声，廷谒致词微细，礼科都给事中张国彦遂论其衰老，令致仕。

## 家族
曾祖姜淳；祖父姜永雋，贈經歷；父姜鎰，母陳氏。重庆下。弟廷賾、廷顯、廷赖、廷顾。